# Earleria araiae
Earleria araiae is een hydroïdpoliep uit de familie Mitrocomidae. De poliep komt uit het geslacht Earleria. Earleria araiae werd in 1999 voor het eerst wetenschappelijk beschreven door Gili, Bouillon, Pagès, Palanquea & Puig. 